# Kingsley Coman
Kingsley Coman (franciául: kiŋslɛ kɔman) vagy (kɔmɑ̃) (Párizs, 1996. június 13. –) francia válogatott labdarúgó, az en-Naszr csatára. A 2019–20-as szezon Bajnokok Ligája döntőjének gólszerzője.

## Pályafutása
2024. május 16-án bekerült a 2024-es labdarúgó-Európa-bajnokságra utazó 25 fős keretbe.

## Játékstílusa
Comant generációja egyik legígéretesebb játékosaként tartják számon. Gyors, tehetséges és technikailag rendkívül képzett szélső, aki kiváló cselezési készséggel, remek helyzetfelismeréssel, valamint robbanékony sebességgel és gyorsulással rendelkezik. Képes mindkét szélen játszani, de akár középen is bevethető támadó középpályásként vagy csatárként. Habár jobblábas, leginkább a bal oldali pozíciót kedveli, ami lehetővé teszi számára, hogy egy az egy elleni helyzetekben megverje ellenfeleit, jobblábbal középre húzzon, és kapura lőjön, vagy helyzetet teremtsen csapattársai számára, esetleg betőrjön a tizenhatoson belülre. A Don Balón 2015-ben a világ 101 legjobb fiatal játékosa közé választotta.
Julian Nagelsmann irányítása alatt a Bayern Münchenben, valamint Didier Deschamps kezei alatt a francia válogatottban időnként támadó szellemű jobbszélső hátvédként is szerepelt.

## Magánélete
2017 júniusában családon belüli erőszak miatt letartóztatták, mert bántalmazta Sephora Goignan modellt, aki az exbarátnője és első gyermekének édesanyja. Coman az Instagramon elismerte a vádakat. 2017 szeptemberében a francia bíróságon bűnösnek vallotta magát, és beleegyezett, hogy 5000 eurót fizet Goignannak. 2021 júniusában megszületett harmadik gyermeke svéd barátnőjétől, Sabrinától, akivel Stockholmban van közös lakásuk. A 2024-es Európa-bajnokság alatt elhagyta a francia válogatott táborát, hogy ott lehessen negyedik gyermeke születésénél.

## Sikerei, díjai
Paris Saint-Germain
- Francia bajnok: 2012–13, 2013–14
- Francia ligakupa-győztes: 2013–14
- Francia szuperkupa-győztes: 2014

 Juventus
- Serie A: 2014–15
- Olasz kupagyőztes: 2014–15
- Olasz szuperkupa-győztes: 2015
- UEFA-bajnokok ligája döntős: 2014–15

 Bayern München
- Bundesliga: 2015–16, 2016–2017, 2017–2018, 2018–2019, 2019–2020, 2020–2021, 2021–2022, 2022–2023, 2024–2025
- Német labdarúgókupa: 2016–17, 2017–18, 2018–19, 2019–20
- Német szuperkupa-győztes: 2016, 2017, 2018, 2020, 2021, 2022
- Bajnokok ligája: 2019–20
- FIFA-klubvilágbajnokság: 2020

## Statisztika

### Klubcsapatokban
2024. szeptember 17-én frissítve.
| Klub                        | Szezon           | Bajnokság        | Bajnokság | Bajnokság | Kupa  | Kupa  | Nemzetközi | Nemzetközi | Egyéb | Egyéb | Összes | Összes |
| Klub                        | Szezon           | Liga             | Mérk.     | Gólok     | Mérk. | Gólok | Mérk.      | Gólok      | Mérk. | Gólok | Mérk.  | Gólok  |
| --------------------------- | ---------------- | ---------------- | --------- | --------- | ----- | ----- | ---------- | ---------- | ----- | ----- | ------ | ------ |
| Paris Saint-Germain         | 2012–13          | Ligue 1          | 1         | 0         | 0     | 0     | 0          | 0          | —     | —     | 1      | 0      |
| Paris Saint-Germain         | 2013–14          | Ligue 1          | 2         | 0         | 0     | 0     | 0          | 0          | 1     | 0     | 3      | 0      |
| Paris Saint-Germain         | Összesen         | Összesen         | 3         | 0         | 0     | 0     | 0          | 0          | 1     | 0     | 4      | 0      |
| Paris Saint-Germain II      | 2013–14          | CFA              | 16        | 0         | —     | —     | —          | —          | —     | —     | 16     | 0      |
| Juventus                    | 2014–15          | Serie A          | 14        | 0         | 4     | 1     | 2          | 0          | —     | —     | 20     | 1      |
| Juventus                    | 2015–16          | Serie A          | 1         | 0         | 0     | 0     | 0          | 0          | 1     | 0     | 2      | 0      |
| Juventus                    | Összesen         | Összesen         | 15        | 0         | 4     | 1     | 2          | 0          | 1     | 0     | 22     | 1      |
| Bayern München (kölcsönben) | 2015–16          | Bundesliga       | 23        | 4         | 4     | 0     | 8          | 2          | 0     | 0     | 35     | 6      |
| Bayern München (kölcsönben) | 2016–17          | Bundesliga       | 19        | 2         | 3     | 0     | 2          | 0          | 1     | 0     | 25     | 2      |
| Bayern München              | 2017–18          | Bundesliga       | 21        | 3         | 6     | 3     | 5          | 1          | 1     | 0     | 33     | 7      |
| Bayern München              | 2018–19          | Bundesliga       | 21        | 6         | 5     | 2     | 3          | 1          | 1     | 1     | 30     | 10     |
| Bayern München              | 2019–20          | Bundesliga       | 24        | 4         | 4     | 1     | 9          | 3          | 1     | 0     | 38     | 8      |
| Bayern München              | 2020–21          | Bundesliga       | 29        | 5         | 0     | 0     | 7          | 3          | 3     | 0     | 39     | 8      |
| Bayern München              | 2021–22          | Bundesliga       | 21        | 6         | 1     | 0     | 9          | 2          | 1     | 0     | 32     | 8      |
| Bayern München              | 2022–23          | Bundesliga       | 24        | 8         | 3     | 0     | 7          | 1          | 1     | 0     | 35     | 9      |
| Bayern München              | 2023–24          | Bundesliga       | 17        | 3         | 2     | 0     | 7          | 2          | 1     | 0     | 27     | 5      |
| Bayern München              | 2024–25          | Bundesliga       | 3         | 0         | 1     | 1     | 0          | 0          | 0     | 0     | 4      | 1      |
| Bayern München              | Összesen         | Összesen         | 202       | 41        | 29    | 7     | 57         | 15         | 10    | 1     | 298    | 64     |
| Karrier összesen            | Karrier összesen | Karrier összesen | 236       | 41        | 33    | 8     | 59         | 15         | 12    | 1     | 340    | 65     |

Jegyzetek
1. ↑  Tartalmazza: Olasz Kupa, Német Kupa
2. ↑  Mérkőzése(i) a Francia Szuperkupában
3. 1 2 3 4 5 6 7 8 9 10  Mérkőzése(i) a Bajnokok Ligájában
4. ↑  Mérkőzése(i) az Olasz Szuperkupában
5. 1 2 3 4 5 6 7  Mérkőzése(i) a Német Szuperkupában
6. ↑  Mérkőzése(i) a Német Szuperkupában: (egy mérkőzés) és a FIFA-klubvilágbajnokságon (két mérkőzés)

### A válogatottban
2024. november 14-én frissítve.
| Franciaország | Franciaország | Franciaország |
| Év            | Mérk.         | Gólok         |
| ------------- | ------------- | ------------- |
| 2015          | 2             | 0             |
| 2016          | 9             | 1             |
| 2017          | 4             | 0             |
| 2019          | 7             | 3             |
| 2020          | 4             | 1             |
| 2021          | 10            | 0             |
| 2022          | 10            | 0             |
| 2023          | 9             | 3             |
| 2024          | 3             | 0             |
| Összesen      | 58            | 8             |

### Góljai a francia válogatottban
| #  | Dátum                | Ellenfél    | Eredmény | Kiírás              | Esemény         |
| -- | -------------------- | ----------- | -------- | ------------------- | --------------- |
| 1. | 2016. március 29.    | Oroszország | 4 – 2    | Barátságos mérkőzés | a szünetben 76' |
| 2. | 2019. szeptember 7.  | Albánia     | 4 – 1    | Eb-selejtező        | 8' 68' 76'      |
| 3. | 2019. szeptember 10. | Andorra     | 3 – 0    | Eb-selejtező        | 18' 85'         |
| 4. | 2020. november 17.   | Svédország  | 4 – 2    | Eb-selejtező        | 84' 90+4'       |
| 5. | 2023. október 17.    | Skócia      | 4 – 1    | Barátságos mérkőzés | 64' 70'         |
| 6. | 2023. november 18.   | Gibraltár   | 14 – 0   | Eb-selejtező        | 36' 65' 66'     |

## Fordítás
- Ez a szócikk részben vagy egészben  a   Kingsley Coman című angol Wikipédia-szócikk fordításán alapul.  Az eredeti cikk szerkesztőit annak laptörténete sorolja fel. Ez a jelzés csupán a megfogalmazás eredetét és a szerzői jogokat jelzi, nem szolgál a cikkben szereplő információk forrásmegjelöléseként.

#### Közösségi platformok
- Kingsley Coman az Instagramon

#### Egyéb weboldalak
- Kingsley Coman adatlapja a Transfermarkt oldalán (angolul)
- Kingsley Coman adatlapja a National Football Teams oldalán (angolul)
- Kingsley Coman adatlapja a Soccerway oldalon (angolul)
- Kingsley Coman adatlapja a DFB oldalán (németül)
- Kingsley Coman adatlapja a Kicker oldalán (németül)
- Kingsley Coman adatlapja a L’Équipe oldalán (franciául)
- Kingsley Coman a válogatott profilja. www.fff.fr
- Kingsley Coman profilja. worldfootball.net
- Kingsley Coman a Bayern München  profilja. fcbayern.com
- Kingsley Coman az UEFA adatbázisában (angolul)
- Kingsley Coman – a FIFA adatbázisában